# ۳۳۱ (میلادی)
۳۳۱ (میلادی) سیصد و سی و یکمین سال تقویم میلادی است.
ژولیان امپراتور رومی نیز،در این سال به دنیا آمد.یولیانوس (مرتد) یا ژولین یا ژولیان امپراتور روم از ۳۶۱ تا زمان مرگش بود. او که در کنستانتینوپول زاده‌شده بود، پسر یولیوس کنستانتیوس نابرادری امپراتور کنستانتین یکم بود. او واپسین امپراتور غیرمسیحی روم بود و کوشید آیین قدیم را به روم بازگرداند یا آیینی از نوافلاطونی را به جای مسیحیت بنشاند، از این رو منابع مسیحی از او به نام ژولیانِ مرتد[از دین خارج شده] یاد می‌کنند.

## زادگان
- ژولیان، امپراتور روم
- ژوویان، امپراتور روم

## درگذشتگان
‎